# Tratado de Andrúsovo

Cambios territoriales según el Tratado de Andrúsovo de 1667.

El Tratado de Andrúsovo (en polaco: Rozejm w Andruszowie, en ruso: Андрусовское перемирие, en ucraniano: Андрусівське перемир'я) fue una tregua de trece años y medio que firmaron en 1667 el Zarato ruso y la Mancomunidad Polaco-Lituana, que estaban en guerra desde 1654 en los territorios de las actuales Ucrania y Bielorrusia. Lo firmaron el 30 de enero de 1667 Afanasi Ordín-Nashchokin, por la parte rusa, y el palatino de Chernígov por la polaco-lituana y en él se reconocía la soberanía rusa de la Ucrania del Margen Izquierdo (Livoberezhna Ukrayina), mientras que la Ucrania del Margen Derecho (Pravoberezhna Ukrayina) y Bielorrusia permanecían bajo control polaco.
La ciudad de Kiev debía permanecer bajo control ruso solo hasta 1669, pero Rusia consiguió mantenerla con la firma del Tratado de Paz Eterna con Polonia en 1686. Se decidió además que la región de la Sich de Zaporozhia quedase compartida entre rusos y polacos, como zona de protección frente a los tártaros. El tratado también obligó a ambas partes a una defensa común contra el Imperio otomano. En el Zarato ruso, el Tratado de Andrúsovo fue considerado un importante paso para la unificación de los eslavos orientales (ucranianos, bielorrusos y rusos) en un mismo Estado. En Ucrania, el tratado se veía frecuentemente como la partición de la nación ucraniana entre dos Estados vecinos más poderosos. Disgustados por las cláusulas del pacto ruso-polaco, los atamanes ucranianos se aliaron con los otomanos.